# Péiroos
Dans la mythologie grecque, Péiroos (en grec ancien Πείροος / Peíroos ou Πείρως / Peírōs) est un chef militaire thrace de la guerre de Troie.

## Mythe
Péiroos est le fils d'Imbrasos (de).
Il est un des commandants des Thraces, alliés des Troyens pendant la guerre de Troie. Il tue le commandant achéen Diorès (de) d'un coup de lance après l'avoir gravement blessé avec un rocher. Alors qu'il est sur le point de dépouiller le corps de la victime, il est à son tour tué par Thoas.
Il est le père de Rhigmos, tué par Achille plus tard au cours de la même guerre.

## Postérité
(2893) Piros, astéroïde troyen de Jupiter découvert le 30 août 1975 à l'observatoire Félix-Aguilar d'El Leoncito, est nommé d'après Péiroos.